# Trumann
La ville américaine de Trumann est située dans le comté de Poinsett, dans l’Arkansas. Lors du recensement de 2010, elle comptait 6 775 habitants.

## Démographie
| 1920  | 1930  | 1940  | 1950  | 1960  | 1970  |
| ----- | ----- | ----- | ----- | ----- | ----- |
| 2 598 | 2 995 | 3 381 | 3 744 | 4 511 | 6 023 |

| 1980  | 1990  | 2000  | 2010  | - | - |
| ----- | ----- | ----- | ----- | - | - |
| 6 395 | 6 304 | 6 889 | 7 243 | - | - |

## Source
- (en) Cet article est partiellement ou en totalité issu de l’article de Wikipédia en anglais intitulé « Trumann, Arkansas » (voir la liste des auteurs).